# Teuta Arifi
Teuta Arifi (19 octobre 1969, Tetovo) est une personnalité politique macédonienne.
D'origine albanaise, Teuta Arifi a étudié à l'Université de Pristina au Kosovo puis à l'université Saints-Cyrille-et-Méthode en Macédoine du Nord.
En juillet 2011, elle entre dans le gouvernement Gruevski III en tant que vice-présidente chargée de l'Intégration européenne. Elle occupera ce poste jusqu'au remaniement de février 2013. 
Elle occupe alors le poste de maire de Tetovo qu'elle conserve jusqu'en 2021, date à laquelle elle est battue après deux mandats.